# Farlow (Shropshire)
Pour les articles homonymes, voir Farlow.
Farlow est une paroisse civile et un village du Shropshire, en Angleterre.